# Saint-Georges (stacja metra)
Saint-Georges - stacja linii nr 12 metra  w Paryżu. Stacja znajduje się w 9. dzielnicy Paryża. Została otwarta 8 kwietnia 1911.